# Folha de S.Paulo
Folha de S.Paulo is een Braziliaanse krant van liberale signatuur met hoofdzetel in de stad São Paulo. Qua oplage is het de derde krant van het land, na Super Notícia en O Globo.

## Geschiedenis
De krant werd op 19 februari 1921 opgericht door een groep journalisten onder leiding van Olival Costa e Pedro Cunha en verscheen voor het eerst als avondblad onder de naam Folha da Noite. In 1925 verscheen er tevens een ochtenblad onder de naam Folha da Manhã. Vierentwintig jaar later werd een middageditie van de krant gelanceerd genaamd Folha da Tarde. In 1960 werden de ochtend- , middag- en avondeditie gefuseerd onder de huidige naam. Ten gevolg van het zeventigjarig jubileum in 1991 werd de krant vernieuwd en kreeg een katern ingedeeld in hoofdonderwerpen. Drie jaar later lanceerde de krant haar website Folha Web die achtereenvolgens de namen Folha Online, Folha.com en Folha.uol.com kreeg.